# Châteauneuf-Miravail
Châteauneuf-Miravail là một xã ở tỉnh Alpes-de-Haute-Provence, vùng Provence-Alpes-Côte d’Azur ở đông nam nước Pháp.